# Daniel Trojanowski
Daniel Dawid Trojanowski (* 24. Juli 1982 in Brodnica, Polen) ist ein polnischer Steuermann im Rudersport.

## Karriere
Trojanowski begann mit dem Rudersport im Jahr 1998. Er kam schnell als Steuermann für internationale Auswahlen infrage und startete bereits im Folgejahr in zwei Bootsklassen bei den Weltmeisterschaften der Junioren im bulgarischen Plowdiw. Mit dem Nachwuchsachter gewann er hier eine Goldmedaille. 2000 steuerte Trojanowski lediglich den Achter bei der U19-WM, er konnte dabei Platz 5 belegen. Nach dem Aufstieg in die Erwachsenenklasse gewann er außerdem bei der U23-Weltregatta 2001 eine Bronzemedaille.
In der Saison 2001 etablierte sich Trojanowski im Alter von 19 Jahren auch als Steuermann des Achters der offenen Altersklasse. Über den Ruder-Weltcup schaffte er den Sprung in die neuformierte Mannschaft und steuerte diese bei den Weltmeisterschaften 2001 in Luzern, 2002 in Sevilla und 2003 in Mailand. Die Mannschaft erreichte dabei jeweils das B-Finale. Zu den Olympischen Sommerspielen 2004 in Athen steuerte Trojanowski ebenfalls den polnischen Achter mit Bogdan Zalewski, Piotr Buchalski, Rafał Hejmej, Dariusz Nowak, Wojciech Gutorski, Sebastian Kosiorek, Michał Stawowski und Mikołaj Burda. Die Mannschaft erreichte das Finale nicht und belegte Platz 8 in der Gesamtwertung.
In den vier Jahren vor den Spielen von Peking konnte sich der polnische Achter mit Steuermann Trojanowski regelmäßig im A-Finale der Weltmeisterschaften platzieren. Bei den Weltmeisterschaften 2005 in Japan wurde Platz 5 belegt, im Folgejahr bei der Ruder-WM in Eton Platz 6. In München 2007 folgte mit dem Achter ein weiterer fünfter Platz. In letzterem Jahr steuerte er zusätzlich Dawid Pacześ und Łukasz Kardas im Zweier mit Steuermann zum Weltmeistertitel. Wenig später errang Trojanowski auch eine erste Silbermedaille bei den wiedereingeführten Europameisterschaften im heimischen Posen. 
Zu den Olympischen Sommerspielen 2008 hatte sich der polnische Achter durch das WM-Ergebnis von München qualifiziert. In der Besetzung Sebastian Kosiorek, Michał Stawowski, Patryk Brzeziński, Sławomir Kruszkowski, Wojciech Gutorski, Marcin Brzeziński, Rafał Hejmej, Schlagmann Mikołaj Burda und Steuermann Daniel Trojanowski erreichte das Team das Finale und belegte dort Platz 5. In ähnlicher Besetzung wurde bei den Europameisterschaften wenige Wochen später außerdem die Bronzemedaille gewonnen.
Trojanowski blieb dem Rudersport und dem polnischen Achter treu und konnte in der Folge einige EM-Medaillen und -Titel gewinnen. Bei den Europameisterschaften 2009 in Weißrussland wurde die Mannschaft erstmals Europameister, 2010 folgte eine EM-Silbermedaille. Die europäischen Titelkämpfe 2011 und 2012 gewann der polnische Achter mit Trojanowski am Steuer ebenfalls. Bei den Weltmeisterschaften war man nicht derart erfolgreich und belegte Platz 4 bei den Titelkämpfen 2009 in Posen, Platz 8 im Jahr 2010 und einen weiteren fünften Platz in der vorolympischen Saison 2011. Trojanowski konnte als Stammkraft im Achter im Jahr 2012 zum dritten Mal an den Olympischen Sommerspielen teilnehmen. In London verpasste die Mannschaft mit Marcin Brzeziński, Piotr Juszczak, Mikołaj Burda, Piotr Hojka, Zbigniew Schodowski, Michał Szpakowski, Krystian Aranowski, Rafał Hejmej und Steuermann Trojanowski allerdings das Finale und belegte Platz 7. Als einziger dieser Mannschaft wurde Trojanowski auch bei den Weltmeisterschaften der nicht-olympischen Bootsklassen eingesetzt, er konnte aber weder im Zweier-mit noch im Leichtgewichts-Achter eine Medaille gewinnen.
Auch nach den Spielen in Großbritannien setzte Trojanowski seine Karriere im polnischen Achter fort. Bei den Europameisterschaften 2013 erreichte er Silber. Bei den Weltmeisterschaften 2014 gewann Trojanowski außerdem mit dem 3. Platz seine zweite WM-Medaille. Mit drei vierten Plätzen bei den Weltmeisterschaften 2013 und Europameisterschaften 2014 und 2015 verpasste der polnische Achter weitere Medaillenplatzierungen knapp. Enttäuschend verliefen die Ruder-Weltmeisterschaften 2015 auf dem französischen Lac d’Aiguebelette, wo die von Trojanowski gesteuerte Mannschaft nur den 8. Platz erreichte und die direkte Qualifikation für die Olympischen Sommerspiele in Rio de Janeiro verpasste. Nachdem die Qualifikation im Mai 2016 in Luzern nachgeholt werden konnte, erreichte der polnische Achter den fünften Platz bei den Olympischen Spielen 2016. 
Im Mai 2017 gewann der polnische Achter mit Trojanowski hinter den Deutschen die Silbermedaille bei den Europameisterschaften 2017.
Daniel Trojanowski hat von 2001 bis 2016 an allen Weltmeisterschafts- und Europameisterschafts-Titelkämpfen sowie an allen olympischen Ruderregatten im Männer-Achter teilgenommen. Er startete bis 2016 außerdem auf 39 Regatten des Ruder-Weltcups. 
Trojanowski startet für die Vereine AZS Toruń und Zawisza Bydgoszcz. Bei einer Körperhöhe von 1,68 m beträgt sein Wettkampfgewicht 55 kg, dem für Steuerleute üblichen Wert.